# Zeki Ökten
Zeki Ökten (Istanboel, 4 augustus 1941 - aldaar, 19 december 2009) was een Turks filmregisseur.
Zeki Ökten raakte geïnteresseerd in theater tijdens zijn middelbare studies en begon zijn filmloopbaan in 1961 als assistent van regisseur Nişan Hançer bij het draaien van Acı Zeytin. Zeki Ökten regisseerde zijn eerste film, Ölüm Pazarı, in 1963. Hij werd echter opnieuw regie-assistent toen het verhoopte succes uitbleef. Hij werkte vervolgens 10 jaar als assistent van bekende regisseurs als Ömer Lütfi Akad, Halit Refiğ, Memduh Ün en Atıf Yılmaz.
Met zijn films Kadın Yapar uit 1972 en Bir Demet Menekşe uit 1973, geschreven door Selim İleri, verwierf hij uiteindelijk erkenning. In 1977 kreeg hij een onderscheiding op het "Internationaal Filmfestival van de Gouden Sinaasappel" voor de regie van Kapıcılar Kralı. Het echte succes kwam met de films Sürü (1978) en Düşman (1979), allebei geschreven door Yılmaz Güney. De film Sürü kreeg nog 9 internationale onderscheidingen, nadat het in de prijzen was gevallen op de festivals van Locarno("Gouden Luipaard") in 1979 en van Antwerpen in 1980. Zeki Ökten kreeg zijn tweede "Gouden Sinaasappel" in 1983 voor de regie van Faize Hücum. De thema's van zijn films zijn meestal sociale problemen verpakt in de vorm van een komedie.

## Filmografie
- Ölüm Pazari (1963)
- Vurgun (1973)
- Ağri Dağinin Gazabi (1973)
- Bir Demet Menekse (1973), of A Bunch of Violets
- Hasret (1974), of aka Yearning
- Boş Ver Arkadaş (1974)
- Askerin Dönüşü (1974)
- Şaşkın Damat (1975)
- Kaynanalar (1975), of The Mothers-in-law
- Hanzo (1975)
- Kapıcılar Kralı (1976)
- Sevgili Dayım (1977)
- Çöpçüler Kralı (1977), of The King of the Street Cleaners
- Düşman (1979), of The Enemy
- Almanya, Acı Vatan (1979)
- Sürü (1979) of The Herd
- Faize Hücum (1982)
- Derman (1983)
- Pehlivan (1984)
- Firar (1984)
- Kurbağalar (1985)
- Ses (1986)
- Kan (1986)
- Davacı (1986)
- Düttürü Dünya (1988)
- "Saygilar Bizden" (1992) televisiereeks
- Aşk Üzerine Söylenmemiş Herşey (1996)
- Güle Güle (2000)
- Gülüm (2003)
- Çinliler Geliyor (2006), of The Chinese Are Coming